# Gyrinus opacus
Gyrinus opacus is een keversoort uit de familie van schrijvertjes (Gyrinidae). De wetenschappelijke naam van de soort is voor het eerst geldig gepubliceerd in 1819 door Sahlberg.